# Pilica
Pilica é um município da Polônia, na voivodia da Silésia e no condado de Zawiercie. Estende-se por uma área de 8,22 km², com 1 920 habitantes, segundo os censos de 2016, com uma densidade de 233,6 hab/km².